# فرودگاه رد ساکر لیک
فرودگاه رد ساکر لیک (به انگلیسی: Red Sucker Lake Airport) یک فرودگاه همگانی باربری با کد یاتا YRS است که یک باند فرود آسفالت دارد و طول باند آن ۱۰۸۴ متر است. این فرودگاه در کشور کانادا قرار دارد و در ارتفاع ۲۲۷ متری از سطح دریا واقع شده است.

## شرکت‌های هواپیمایی و مقصدهای پروازی
| شرکت‌های هواپیمایی  | مقصدهای پروازی                             |
| ------------------ | ------------------------------------------ |
| Perimeter Aviation | آیلند لیک، وینیپگ جیمز آرمسترانگ ریچاردسون |